# Молчановское
Молчановское (укр. Мовчанівське) — посёлок, входит в Ружинский район Житомирской области Украины.
Население по переписи 2001 года составляло 14 человек. Почтовый индекс — 13650. Телефонный код — 4138. Занимает площадь 0,161 км². Код КОАТУУ — 1825284602.

## Местный совет
13650, Житомирська обл., Ружинський р-н, с.Мовчанівка, вул.60-річчя Жовтня,2